# Zileuton

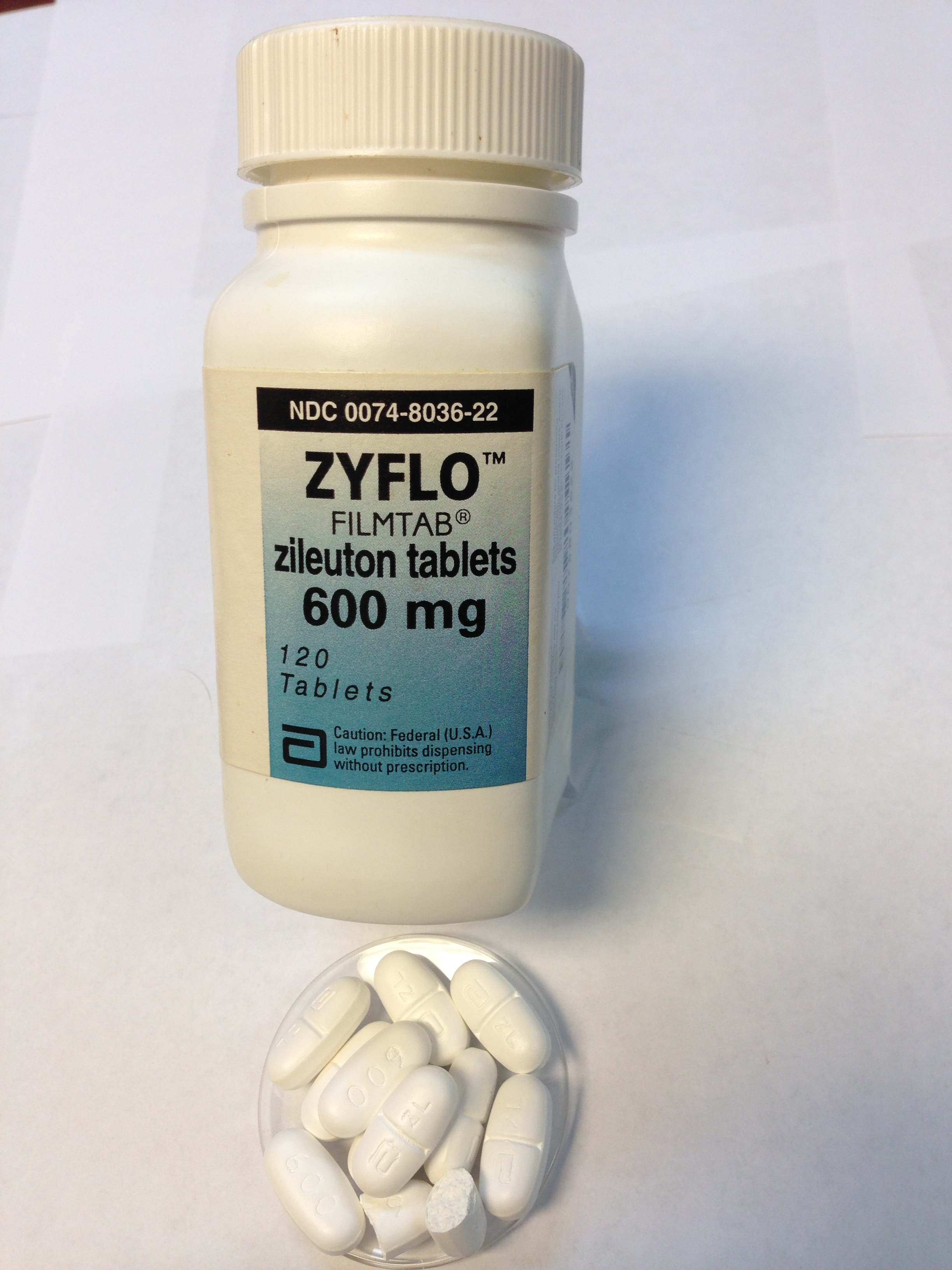
Abbott Laboratory Laboratory chai Zyflo (zileuton) viên 600 mg (sản xuất 1997). Cũng hiển thị là máy tính bảng Zyflo, với một tab bị hỏng. Máy tính bảng được gắn nhãn hiệu Abbott "a" và "ZL".

Zileuton (tên thương mại Zyflo) là một chất ức chế hoạt động bằng đường uống 5-lipoxygenase, và do đó ức chế sự hình thành leukotrienes (LTB 4, LTC 4, LTD 4 và LTE 4), được sử dụng để điều trị hen suyễn. Zileuton được giới thiệu vào năm 1996 bởi Abbott Lab Laboratory và hiện được đưa ra thị trường trong hai công thức của Cornerstone Therapeutics Inc. dưới tên thương hiệu Zyflo và Zyflo CR. Công thức phát hành ngay lập tức ban đầu, Zyflo, được thực hiện bốn lần mỗi ngày. Công thức phát hành mở rộng, Zyflo CR, được thực hiện hai lần mỗi ngày.
Mặc dù viên nén tác dụng nhanh 600 mg (Zyflo) và công thức phát hành mở rộng của zileuton vẫn có sẵn (Zyflo CR), 300   Máy tính bảng phát hành ngay lập tức mg đã bị rút khỏi thị trường Hoa Kỳ vào ngày 12 tháng 2 năm 2008 

## Dược lý

### Chỉ định và dùng thuốc
Zileuton được chỉ định để điều trị dự phòng và điều trị hen suyễn mãn tính ở người lớn và trẻ em từ 12 tuổi trở lên. Zileuton không được chỉ định để sử dụng trong việc đảo ngược co thắt phế quản trong các cơn hen cấp tính. Điều trị bằng zileuton có thể được tiếp tục trong các đợt cấp của hen suyễn cấp tính.
Liều khuyến cáo của Zyflo là một viên nén 600 mg, bốn lần mỗi ngày. Các viên thuốc có thể được chia làm đôi để dễ nuốt hơn. Liều khuyến cáo của Zyflo CR là hai 600   mg viên giải phóng kéo dài hai lần mỗi ngày, trong vòng một giờ sau bữa ăn sáng và tối, với liều hàng ngày là 2400   mg. Không chia đôi máy tính bảng Zyflo CR.
Các hợp chất liên quan bao gồm montelukast (Singulair) và zafirlukast (Accolate). Hai hợp chất này là chất đối kháng thụ thể leukotriene ngăn chặn hoạt động của leukotrien cụ thể, trong khi zileuton ức chế sự hình thành leukotriene.
Nghiên cứu
Nghiên cứu trên chuột cho thấy Zileuton sử dụng một mình hoặc kết hợp với imatinib có thể ức chế bệnh bạch cầu dòng tủy mãn tính (CML). Nó cũng đã được nghiên cứu trên một mô hình chuột mắc chứng mất trí nhớ.

### Chống chỉ định và cảnh báo
Tác dụng phụ nghiêm trọng nhất của Zyflo và Zyflo CR là tăng men gan tiềm năng (ở 2% bệnh nhân). Do đó, zileuton chống chỉ định ở những bệnh nhân mắc bệnh gan đang hoạt động hoặc các men chức năng gan kéo dài cao hơn ba lần giới hạn trên của bình thường. Chức năng gan nên được đánh giá trước khi bắt đầu Zyflo CR, hàng tháng trong 3 tháng đầu, cứ sau 2 tháng 3 cho phần còn lại của năm đầu tiên và định kỳ sau đó.
Các sự kiện thần kinh, bao gồm rối loạn giấc ngủ và thay đổi hành vi, có thể xảy ra với Zyflo và Zyflo CR. Bệnh nhân nên được hướng dẫn để thông báo cho nhà cung cấp dịch vụ chăm sóc sức khỏe của họ nếu các sự kiện tâm thần kinh xảy ra trong khi sử dụng Zyflo hoặc Zyflo CR.
Zileuton là chất ức chế yếu CYP1A2  và do đó có ba tương tác thuốc quan trọng trên lâm sàng, bao gồm tăng theophylline và propranolol. Nó đã được chứng minh là làm giảm đáng kể độ thanh thải theophylin, tăng gấp đôi AUC và kéo dài thời gian bán hủy gần 25%. Do mối quan hệ của theophylin với caffeine (cả hai đều là methylxanthine và theophylline là chất chuyển hóa của caffeine), sự chuyển hóa và thanh thải của caffeine cũng có thể bị giảm, nhưng không có nghiên cứu tương tác thuốc giữa zileuton và caffeine. R -isome của chuyển hóa và thanh thải warfarin chủ yếu bị ảnh hưởng bởi zileuton, trong khi S -isome thì không (vì chuyển hóa qua các enzyme khác nhau). Điều này có thể dẫn đến sự gia tăng thời gian prothrombin.

## Hóa học
Zileuton là một chất ức chế hoạt động của enzyme 5-lipoxygenase, tạo thành leukotrien, axit 5-hydroxyeicosatetraenoic và axit 5-oxo-eicosatetraenoic từ axit arachidonic. Tên hóa học của zileuton là (±) -1- (1-Benzo [b] thien-2-ylethyl) -l-hydroxyurea.
Công thức phân tử của zileuton là C 11 H 12 N 2 O 2 S với trọng lượng phân tử là 236,29. Công thức từ nhà sản xuất là một hỗn hợp chủng tộc của các chất đối vận R (+) và S (-).

## Dược động học
Sau khi uống zileuton được hấp thu nhanh chóng với thời gian trung bình để đạt nồng độ trong huyết thanh tối đa là 1,7 giờ và thời gian bán hủy trung bình là 2,5 giờ. Nồng độ trong huyết tương tỷ lệ thuận với liều, trong khi khả dụng sinh học tuyệt đối không rõ.
Thể tích phân bố rõ ràng của zileuton là khoảng 1,2 L/kg. Zileuton liên kết 93% với protein huyết tương, chủ yếu là albumin, với liên kết nhỏ với glycoprotein axit alpha-1.
Loại bỏ zileuton chủ yếu thông qua các chất chuyển hóa trong nước tiểu (~ 95%) với phân chiếm số lượng lớn nhất tiếp theo (~ 2%). Thuốc được chuyển hóa bởi các enzyme cytochrom P450: CYP1A2, 2C9 và 3A4.

## Tác dụng phụ
Các phản ứng có hại phổ biến nhất được báo cáo bởi bệnh nhân điều trị Zyflo CR là viêm xoang (6,5%), buồn nôn (5%) và đau họng (5%) so với giả dược, 4%, 1,5% và 4%.

## Tương tác

### Tương tác thuốc
Zileuton là chất nền nhỏ của CYP1A2, 2C8/9, 3A4 và là chất ức chế yếu CYP 1A2. Thuốc đã được chứng minh là làm tăng nồng độ trong huyết thanh hoặc tác dụng của theophylline, propranolol và warfarin, mặc dù sự gia tăng đáng kể thời gian prothrombin là không rõ ràng. Nên theo dõi liều của từng loại thuốc và/hoặc giảm tương ứng.

### Các tương tác khác
Nên tránh uống rượu do tăng nguy cơ trầm cảm thần kinh trung ương cũng như tăng nguy cơ nhiễm độc gan. Ngoài ra, thảo dược bổ sung St. John's wort có thể làm giảm nồng độ zileuton trong huyết thanh.

## Quá liều/độc tính

### Triệu chứng
Kinh nghiệm của con người về quá liều cấp tính với zileuton còn hạn chế. Một bệnh nhân trong một nghiên cứu lâm sàng mất từ 6,6 đến 9,0   gram viên nén giải phóng tức thời zileuton trong một liều duy nhất. Nôn đã được đặt ra và bệnh nhân đã hồi phục mà không để lại di chứng. Zileuton không được loại bỏ bằng lọc máu.
Liều gây chết tối thiểu ở chuột và chuột là 500-4000 và 300   mg/kg, tương ứng (cung cấp lớn hơn 3 và 9 lần so với phơi nhiễm toàn thân (AUC) đạt được ở liều uống tối đa hàng ngày của con người, tương ứng). Ở chó, với liều 1000   mg/kg (cung cấp vượt quá 12 lần phơi nhiễm toàn thân (AUC) đạt được ở liều uống tối đa hàng ngày của con người) không có trường hợp tử vong nào xảy ra nhưng viêm thận đã được báo cáo.

### Điều trị
Nếu quá liều xảy ra, bệnh nhân nên được điều trị triệu chứng và các biện pháp hỗ trợ được đưa ra theo yêu cầu. Nếu có chỉ định, loại bỏ các loại thuốc không được hấp thu cần đạt được bằng cách nôn hoặc rửa dạ dày; biện pháp phòng ngừa thông thường nên được quan sát để duy trì đường thở. Trung tâm kiểm soát chất độc được chứng nhận nên được tư vấn để cập nhật thông tin về quản lý quá liều với Zyflo CR.